# Llista d'asteroides/150201-150300
| Nom      | Designació provisional | Data de descobriment   | Lloc de descobriment | Descobridor/s                    |
| -------- | ---------------------- | ---------------------- | -------------------- | -------------------------------- |
| 150201 - | 1998 RR50              | 14 de setembre de 1998 | Socorro              | LINEAR                           |
| 150202 - | 1998 RS56              | 14 de setembre de 1998 | Socorro              | LINEAR                           |
| 150203 - | 1998 RF57              | 14 de setembre de 1998 | Socorro              | LINEAR                           |
| 150204 - | 1998 RM64              | 14 de setembre de 1998 | Socorro              | LINEAR                           |
| 150205 - | 1998 RY76              | 14 de setembre de 1998 | Socorro              | LINEAR                           |
| 150206 - | 1998 SN9               | 17 de setembre de 1998 | Xinglong             | BAO Schmidt CCD Asteroid Program |
| 150207 - | 1998 SV18              | 18 de setembre de 1998 | Kitt Peak            | Spacewatch                       |
| 150208 - | 1998 SR50              | 26 de setembre de 1998 | Kitt Peak            | Spacewatch                       |
| 150209 - | 1998 SW51              | 28 de setembre de 1998 | Kitt Peak            | Spacewatch                       |
| 150210 - | 1998 ST55              | 16 de setembre de 1998 | Anderson Mesa        | LONEOS                           |
| 150211 - | 1998 SC76              | 19 de setembre de 1998 | Socorro              | LINEAR                           |
| 150212 - | 1998 SV79              | 26 de setembre de 1998 | Socorro              | LINEAR                           |
| 150213 - | 1998 SS88              | 26 de setembre de 1998 | Socorro              | LINEAR                           |
| 150214 - | 1998 SF106             | 26 de setembre de 1998 | Socorro              | LINEAR                           |
| 150215 - | 1998 SP111             | 26 de setembre de 1998 | Socorro              | LINEAR                           |
| 150216 - | 1998 SY112             | 26 de setembre de 1998 | Socorro              | LINEAR                           |
| 150217 - | 1998 SP113             | 26 de setembre de 1998 | Socorro              | LINEAR                           |
| 150218 - | 1998 SN117             | 26 de setembre de 1998 | Socorro              | LINEAR                           |
| 150219 - | 1998 SW121             | 26 de setembre de 1998 | Socorro              | LINEAR                           |
| 150220 - | 1998 SS134             | 26 de setembre de 1998 | Socorro              | LINEAR                           |
| 150221 - | 1998 SX162             | 26 de setembre de 1998 | Socorro              | LINEAR                           |
| 150222 - | 1998 TA21              | 13 d'octubre de 1998   | Kitt Peak            | Spacewatch                       |
| 150223 - | 1998 TT22              | 13 d'octubre de 1998   | Kitt Peak            | Spacewatch                       |
| 150224 - | 1998 UE1               | 19 d'octubre de 1998   | Catalina             | CSS                              |
| 150225 - | 1998 UG21              | 28 d'octubre de 1998   | Dossobuono           | L. Lai                           |
| 150226 - | 1998 UP40              | 28 d'octubre de 1998   | Socorro              | LINEAR                           |
| 150227 - | 1998 UT41              | 28 d'octubre de 1998   | Socorro              | LINEAR                           |
| 150228 - | 1998 VN3               | 10 de novembre de 1998 | Caussols             | ODAS                             |
| 150229 - | 1998 VJ22              | 10 de novembre de 1998 | Socorro              | LINEAR                           |
| 150230 - | 1998 VW28              | 10 de novembre de 1998 | Socorro              | LINEAR                           |
| 150231 - | 1998 WV28              | 23 de novembre de 1998 | Kitt Peak            | Spacewatch                       |
| 150232 - | 1998 XO1               | 7 de desembre de 1998  | Caussols             | ODAS                             |
| 150233 - | 1998 XM8               | 10 de desembre de 1998 | Kitt Peak            | Spacewatch                       |
| 150234 - | 1998 XW13              | 15 de desembre de 1998 | Caussols             | ODAS                             |
| 150235 - | 1998 XO18              | 8 de desembre de 1998  | Kitt Peak            | Spacewatch                       |
| 150236 - | 1998 XV19              | 10 de desembre de 1998 | Kitt Peak            | Spacewatch                       |
| 150237 - | 1998 XD23              | 11 de desembre de 1998 | Kitt Peak            | Spacewatch                       |
| 150238 - | 1998 YG9               | 23 de desembre de 1998 | San Marcello         | L. Tesi, A. Boattini             |
| 150239 - | 1999 AN11              | 7 de gener de 1999     | Kitt Peak            | Spacewatch                       |
| 150240 - | 1999 CQ10              | 12 de febrer de 1999   | Socorro              | LINEAR                           |
| 150241 - | 1999 CK39              | 10 de febrer de 1999   | Socorro              | LINEAR                           |
| 150242 - | 1999 CD99              | 10 de febrer de 1999   | Socorro              | LINEAR                           |
| 150243 - | 1999 CH133             | 7 de febrer de 1999    | Kitt Peak            | Spacewatch                       |
| 150244 - | 1999 CZ150             | 9 de febrer de 1999    | Kitt Peak            | Spacewatch                       |
| 150245 - | 1999 FY7               | 20 de març de 1999     | Socorro              | LINEAR                           |
| 150246 - | 1999 GV1               | 6 d'abril de 1999      | Kitt Peak            | Spacewatch                       |
| 150247 - | 1999 JK30              | 10 de maig de 1999     | Socorro              | LINEAR                           |
| 150248 - | 1999 JK59              | 10 de maig de 1999     | Socorro              | LINEAR                           |
| 150249 - | 1999 JY82              | 12 de maig de 1999     | Socorro              | LINEAR                           |
| 150250 - | 1999 JC99              | 12 de maig de 1999     | Socorro              | LINEAR                           |
| 150251 - | 1999 JR99              | 12 de maig de 1999     | Socorro              | LINEAR                           |
| 150252 - | 1999 LJ5               | 11 de juny de 1999     | Socorro              | LINEAR                           |
| 150253 - | 1999 LQ8               | 8 de juny de 1999      | Socorro              | LINEAR                           |
| 150254 - | 1999 LB31              | 14 de juny de 1999     | Kitt Peak            | Spacewatch                       |
| 150255 - | 1999 NH2               | 12 de juliol de 1999   | Socorro              | LINEAR                           |
| 150256 - | 1999 PN7               | 3 d'agost de 1999      | Kitt Peak            | Spacewatch                       |
| 150257 - | 1999 RO7               | 3 de setembre de 1999  | Kitt Peak            | Spacewatch                       |
| 150258 - | 1999 RV18              | 7 de setembre de 1999  | Socorro              | LINEAR                           |
| 150259 - | 1999 RD30              | 8 de setembre de 1999  | Socorro              | LINEAR                           |
| 150260 - | 1999 RV67              | 7 de setembre de 1999  | Socorro              | LINEAR                           |
| 150261 - | 1999 RC68              | 7 de setembre de 1999  | Socorro              | LINEAR                           |
| 150262 - | 1999 RN101             | 13 de setembre de 1999 | Kitt Peak            | Spacewatch                       |
| 150263 - | 1999 RQ108             | 8 de setembre de 1999  | Socorro              | LINEAR                           |
| 150264 - | 1999 RS108             | 8 de setembre de 1999  | Socorro              | LINEAR                           |
| 150265 - | 1999 RW116             | 9 de setembre de 1999  | Socorro              | LINEAR                           |
| 150266 - | 1999 RZ137             | 9 de setembre de 1999  | Socorro              | LINEAR                           |
| 150267 - | 1999 RP139             | 9 de setembre de 1999  | Socorro              | LINEAR                           |
| 150268 - | 1999 RB162             | 9 de setembre de 1999  | Socorro              | LINEAR                           |
| 150269 - | 1999 RB187             | 9 de setembre de 1999  | Socorro              | LINEAR                           |
| 150270 - | 1999 RV187             | 14 de setembre de 1999 | Kitt Peak            | Spacewatch                       |
| 150271 - | 1999 RO202             | 8 de setembre de 1999  | Socorro              | LINEAR                           |
| 150272 - | 1999 RY204             | 8 de setembre de 1999  | Socorro              | LINEAR                           |
| 150273 - | 1999 RA233             | 8 de setembre de 1999  | Catalina             | CSS                              |
| 150274 - | 1999 SS                | 16 de setembre de 1999 | Kitt Peak            | Spacewatch                       |
| 150275 - | 1999 TR16              | 14 d'octubre de 1999   | Ondřejov             | L. Šarounová                     |
| 150276 - | 1999 TH38              | 1 d'octubre de 1999    | Catalina             | CSS                              |
| 150277 - | 1999 TJ45              | 3 d'octubre de 1999    | Kitt Peak            | Spacewatch                       |
| 150278 - | 1999 TP48              | 4 d'octubre de 1999    | Kitt Peak            | Spacewatch                       |
| 150279 - | 1999 TG49              | 4 d'octubre de 1999    | Kitt Peak            | Spacewatch                       |
| 150280 - | 1999 TO57              | 6 d'octubre de 1999    | Kitt Peak            | Spacewatch                       |
| 150281 - | 1999 TT58              | 6 d'octubre de 1999    | Kitt Peak            | Spacewatch                       |
| 150282 - | 1999 TK73              | 10 d'octubre de 1999   | Kitt Peak            | Spacewatch                       |
| 150283 - | 1999 TL81              | 12 d'octubre de 1999   | Kitt Peak            | Spacewatch                       |
| 150284 - | 1999 TV89              | 2 d'octubre de 1999    | Socorro              | LINEAR                           |
| 150285 - | 1999 TV94              | 2 d'octubre de 1999    | Socorro              | LINEAR                           |
| 150286 - | 1999 TA96              | 2 d'octubre de 1999    | Socorro              | LINEAR                           |
| 150287 - | 1999 TB113             | 4 d'octubre de 1999    | Socorro              | LINEAR                           |
| 150288 - | 1999 TS116             | 4 d'octubre de 1999    | Socorro              | LINEAR                           |
| 150289 - | 1999 TX143             | 7 d'octubre de 1999    | Socorro              | LINEAR                           |
| 150290 - | 1999 TT150             | 7 d'octubre de 1999    | Socorro              | LINEAR                           |
| 150291 - | 1999 TH158             | 7 d'octubre de 1999    | Socorro              | LINEAR                           |
| 150292 - | 1999 TJ162             | 9 d'octubre de 1999    | Socorro              | LINEAR                           |
| 150293 - | 1999 TV167             | 10 d'octubre de 1999   | Socorro              | LINEAR                           |
| 150294 - | 1999 TN179             | 10 d'octubre de 1999   | Socorro              | LINEAR                           |
| 150295 - | 1999 TJ187             | 12 d'octubre de 1999   | Socorro              | LINEAR                           |
| 150296 - | 1999 TR200             | 13 d'octubre de 1999   | Socorro              | LINEAR                           |
| 150297 - | 1999 TN212             | 15 d'octubre de 1999   | Socorro              | LINEAR                           |
| 150298 - | 1999 TH213             | 15 d'octubre de 1999   | Socorro              | LINEAR                           |
| 150299 - | 1999 TU214             | 15 d'octubre de 1999   | Socorro              | LINEAR                           |
| 150300 - | 1999 TZ228             | 3 d'octubre de 1999    | Kitt Peak            | Spacewatch                       |